# Hahnia okefinokensis
Hahnia okefinokensis är en spindelart som beskrevs av Chamberlin och Ivie 1934. Hahnia okefinokensis ingår i släktet Hahnia och familjen panflöjtsspindlar. Inga underarter finns listade i Catalogue of Life.